# Odpust (struga)
Odpust – struga, prawy dopływ Dębnicy o długości 2,63 km i powierzchni zlewni 13,7 km². 
Struga płynie w województwie zachodniopomorskim, w powiecie świdwińskim, na obszarze gminy Połczyn-Zdrój, na Wysoczyźnie Łobeskiej. Strugą spływają wody z Jeziora Kołackiego. Odpust płynie na południowy zachód, przy południowej stronie Skowrończych Gór. Uchodzi do Dębnicy ok. 0,3 km na południe od osady Sękorady.
Obszar, po którym płynie Odpust, został objęty obszarem specjalnej ochrony ptaków "Ostoja Drawska".
Nazwę Odpust wprowadzono urzędowo w 1950 roku, zastępując poprzednią niemiecką nazwę See-Graben.